# ولکی شاریش
ولکی شاریش (به آلمانی: Groß-Scharosch) یک شهرک در اسلواکی با جمعیت ۵٬۲۹۲ نفر است که در Prešov District واقع شده‌است.